# Dr. Calypso
Dr. Calypso fou un grup barceloní d'ska fundat el 1989.

## Trajectòria
Després de gravar la seva primera maqueta el 1990, han editat cinc àlbums d'estudi, un doble CD en directe i dos recopilatoris: Early Years (2004) està dedicat als seus primers anys, i en ell es troba la seva maqueta, i The Best of Dr. Calypso (Groover, 2004) és un recopilatori exclusiu per a la seva distribució a Europa.
Dr. Calypso és conegut dins del circuit de música jamaicana internacional, prova d'això és la gran quantitat de temes seus que han aparegut a recopilatoris alemanys (United Colors of Ska, Speechless), japonesos (This Art Moon Ska Vol. 5), francesos (Let's Skank) o estatunidencs (100% Latin Ska volums 1 i 2). Han compartit escenari amb figures de l'ska i el reggae com Laurel Aitken, The Skatalites o Toots and The Maytals.
L'octubre del 2018 va anunciar el seu comiat dels escenaris amb una darrera gira que va finalitzar el 4 de gener del 2019 amb un concert a la Sala Apolo de Barcelona.

## Membres
- Sergi Monlleó «Xeriff»: veu
- Lluís López «Luismi»: veu
- Pablo: teclats
- Ferran: saxo
- Jordi Manyà «Maniac»: guitarra
- Enric: trombó
- Fernando: guitarra
- Leo: trompeta
- Iñaki: baix
- Lluís: bateria

### Anteriors
- Oriol Flo: teclats
- Edgar Geli: baix
- Sergi Porter: teclats
- Paco Manzanares: teclats
- Eric Herrera: bateria
- Javier Fernández-Peña: bateria
- Raul Lázaro: saxo
- Jordi Ramiro: trompeta
- Cidão Trindade: bateria

## Discografia

### Àlbums
- Dr. Calypso (maqueta autoproduïda, 1990)
- Original Vol. 1 (Tralla, 1993)
- Toxic Sons (Operative Productions, 1996)
- Barbarossaplatz (K. Industria, 1999)
- On Tour (K. Industria, 2000, directe)
- Mr. Happiness (K. Industria, 2003)
- Early Years (2004)
- The Best of Dr. Calypso (Grover, 2004)
- Sempre endavant (Propaganda pel fet!, 2013)

### Senzills
- Maria (Capità Swing, 1995)
- Toxic Remixes (Operative Productions, 1997)